# リトルブラックドレス

リトルブラックドレスと黒の長手袋

リトルブラックドレス（Little black dress）とは、黒一色で装飾の少ないドレス（主にワンピース）を指す。1926年、喪服として受け入れられていた黒一色のドレスをファッションブランドシャネルがモードの洋装として発表 。以降LBDとも愛称され、フォーマルからパーティー、ビジネス、お洒落着と使いまわしの融通の良さ、また女性の魅力を引き立たせる事から欧米では女性の必需品とされている。祖母から母へ、母から娘へと代々受け継がれる事も多い。オードリー・ヘプバーンが『ティファニーで朝食を』で着用した黒いジバンシィドレスは非常に有名である。

## ギャラリー

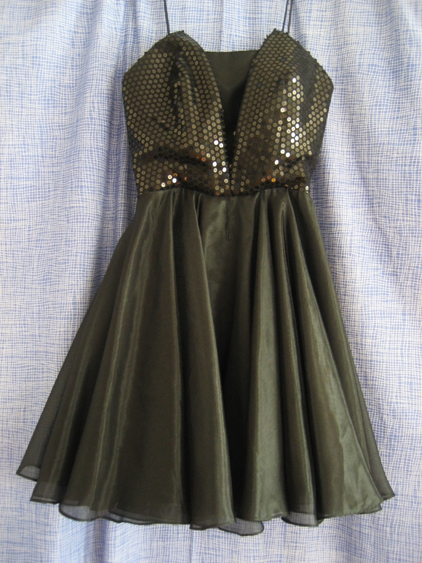
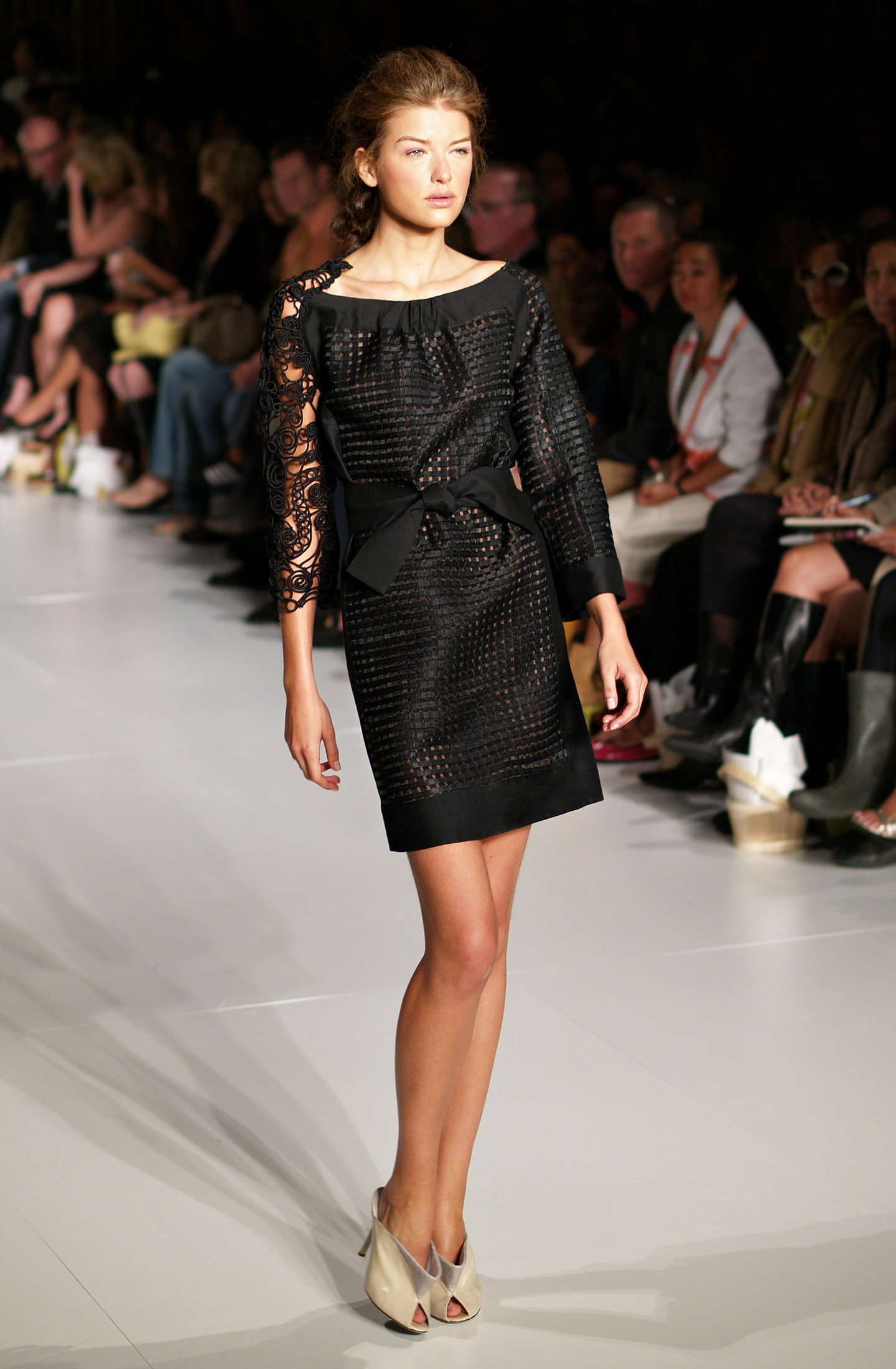
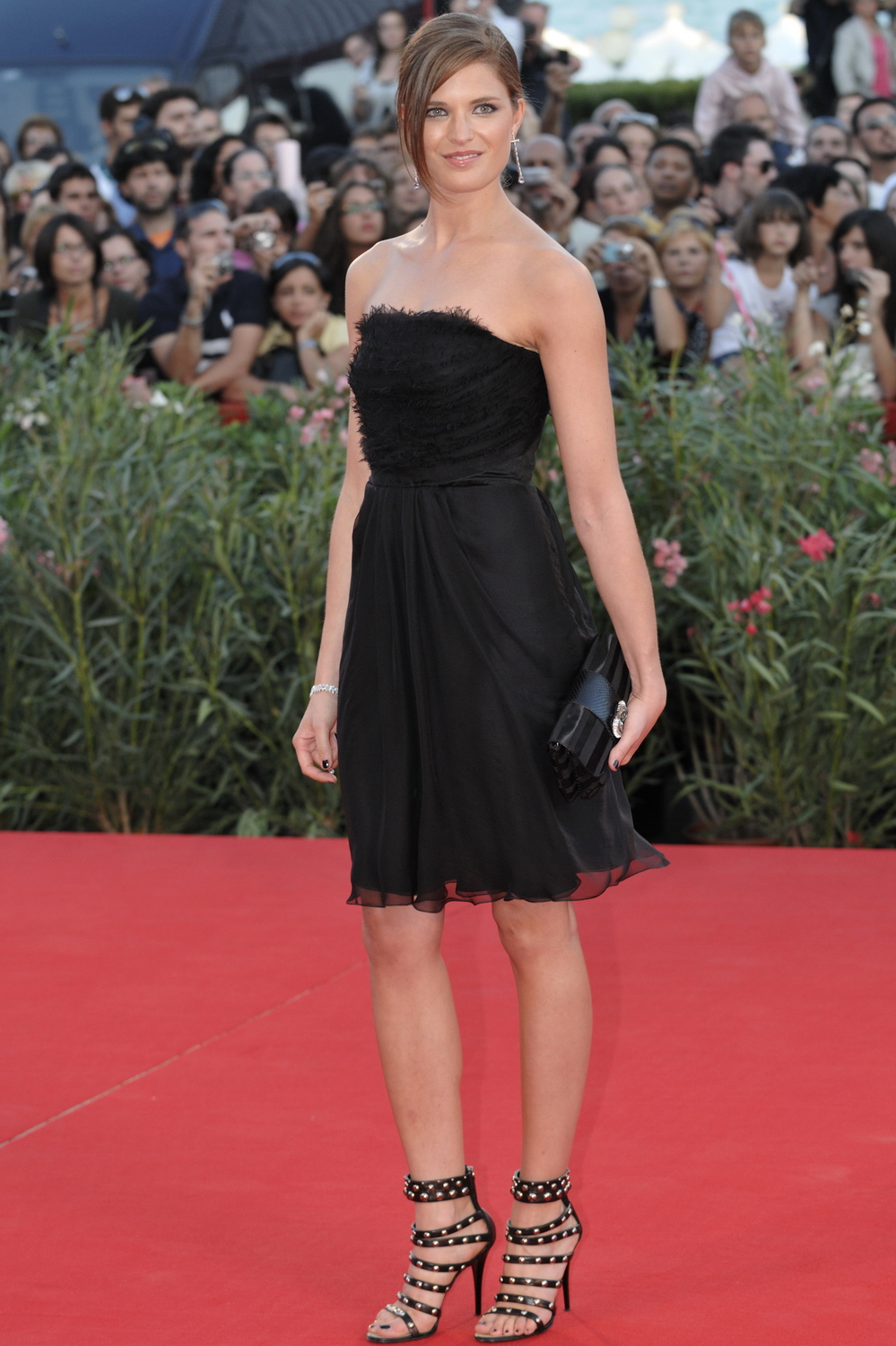
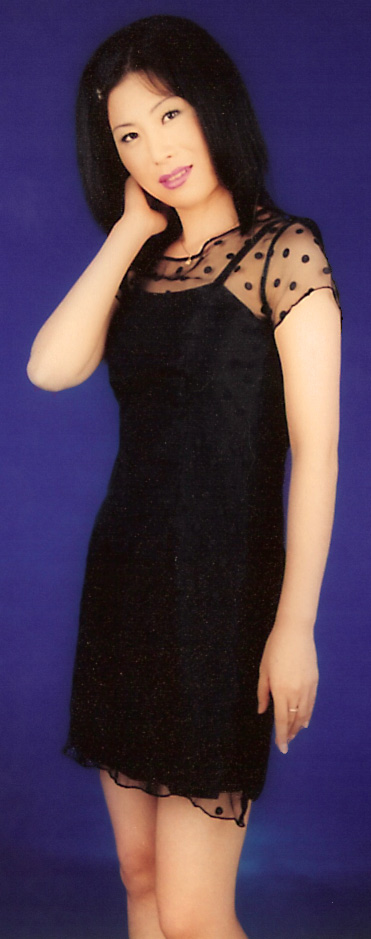

## 有名な例
映画『ティファニーで朝食を』（1961年）でホリー・ゴリワイトリー役を演じたオードリー・ヘップバーンが着用した黒いドレス（前述）は、ユベール・ド・ジバンシィがデザインしたものであり、真珠のアクセサリーをあしらったリトルブラックドレス（まとめて「ベーシックブラック」と呼ばれる）の定番を象徴するものであり、1960年代初期によく見られた。このドレスの現物は2006年に41万ポンドでオークションにかけられ、当初の見積もりの6倍の価格で落札された記録を持っています。
ベティ・ブープは、1920年代の人気歌手・女優のヘレン・ケインをベースにしたカートゥーンキャラクターで、初期の映画では小さな黒いドレスを着て描かれていました。しかし当初は白黒であった映画が後にカラー化（テクニカラー）に移行する過程で、ベティのドレスは赤くなりました。
ウォリス・シンプソン（ウィンザー公爵夫人）は、いくつかの小さな黒いドレスを所有しており、その服について多くの称賛の言葉を述べていました。公爵夫人の名言とされるものがある。「小さな黒いドレスが合う時、その代わりに他に着るものは何もありません」。
フランスのフォークアイコンである歌手エディット・ピアフは、彼女のキャリア全体を通して黒いシースドレスを着てパフォーマンスを行いました。この習慣のために彼女は「小さな黒いスズメ」というあだ名を付けられました。このドレスは、観客がピアフの歌声に集中しやすくし、彼女の外見にあまり注目しないようにするのに役立ったと考えられていました。
ダイアナ妃は、1994年6月に雑誌「ヴァニティ・フェア」が主催したサーペンタイン・ギャラリーの夏のチャリティパーティーに出席する際に、当初決まっていたのとは別の、クリスティーナ・スタンボリアンがデザインした黒のドレスを着用しました。その夜、夫であるチャールズ王太子（のちチャールズ3世）はカミラ・パーカー・ボウルズとの不倫関係を公式に認めた。このダイアナのドレスは「リトルブラックドレス」と呼ばれ、または俗に「リベンジドレス」と呼ばれ、Wikipedia英語版には「Revenge dress」の項目が作られた。
著名なテニス選手であったマリア・シャラポワは、2006年度全米オープンの試合中の夜に「リトルブラックドレス」を着用した。スポーツ用品メーカーナイキと共同でデザインし、ヘップバーンに触発されたラウンドのクリスタルで飾られた襟が特徴でした。そして、その大会で優勝しました。2006年の大会で優勝してから11年後の2017年、テニス競技に復帰した彼女は、選手権への復帰を祝ってスワロフスキーとナイキ社と共同で「小さな黒いドレス」を着用し、その大会での復帰を祝いました。そのルックスは彼女の2006年のドレスを思い出させるように意図されています。
2004年のロンドンのコヴェント・ガーデン劇場で、肥満したソプラノ歌手であるデボラ・ヴォイトは「リトルブラックカクテルドレス」の衣装を着用することができなかった。舞台演出家は彼女を解雇し、代わりにスリムなアン・シュヴァーネヴィルムスが起用された。